# Черемисская свадьба
«Черемисская свадьба» (другие, не устоявшиеся в искусствоведческой литературе, названия: «Увоз молодушки», «Проводы невесты», «Умыкание молодушки», «Марийская свадьба», «Чувашская свадьба»; в США, где полотно находилось с 1911 по 2011 год, оно значилось в каталогах как англ. «Bearing Away the Bride» — «Увоз невесты») — картина русского, советского и американского художника Николая Фешина. Она написана в 1908 году в Казани. Материал для полотна Фешин собирал в ходе поездки по марийским деревням.
Кандидат искусствоведения Галина Тулузакова называла «Черемисскую свадьбу» этапным произведением Фешина. В ней, по мнению Тулузаковой, «впервые и в полной мере» проявились особенности композиционного мышления художника,
характерные для него принципы построения жанровой картины и колорит. Найденные при работе над картиной «Черемисская свадьба» нововведения повторялись и развивались Николаем Фешиным в более поздних полотнах «Обливание» и «Бойня».
Полотно «Черемисская свадьба» было в разное время представлено на крупных национальных (Санкт-Петербург, Казань) и международных художественных выставках (Мюнхен, Питтсбург, Нью-Йорк, Чикаго). Существует значительная научная и научно-популярная литература, посвящённая картине, за её судьбой на протяжении десятилетий пристально следили средства массовой информации. В 2011 году полотно вернулось из США, где оно находилось в течение столетия, в Российскую Федерацию, но входит в частную коллекцию и в настоящее время недоступно для широкой аудитории любителей искусства.

## Изображение на полотне
Картина выполнена в технике масляной живописи по холсту. Её размер — 111 x 282 см. Картина подписана художником в нижнем левом углу: «Н. Фешин».
Николай Фешин изобразил эпизод свадебной церемонии марийцев (дореволюционное название — черемисы) — увоз невесты из родительского дома. Это событие происходит на глазах у всей деревни. Фоном сцены служат деревянные постройки деревенских домов и хрупкие берёзки. Художник изобразил сцену чуть сверху, демонстрируя зрителю широкое пространство земли и оставляя вверху только тонкую полосу неба. Этот приём кандидат искусствоведения Дмитрий Серяков считал характерным для всех жанровых композиций Фешина. Искусствовед Марина Яшина предполагала, что событие, запечатлённое художником, происходит осенью, так как свадьбы проводили обычно после завершения сельскохозяйственных работ.
В центре композиции изображена невеста в белых одеждах, в руках она держит икону. Лицо девушки закрыто. Справа от неё — толстая сваха. Вышивка на её костюме расположена у ворота, у грудного разреза и на подоле. Марина Яшина объясняла это древними представлениями марийцев, в соответствии с которыми отверстия и края одежды должны быть защищены от сглаза. Красный цвет платка на голове свахи символизирует жизнь и является основным в марийской вышивке. Ближе к зрителю художник разместил обрезанное рамой изображение черемиски с ребёнком. За ней изображены родственники, музыканты, зеваки. Невеста готовится разместиться на телеге, стоящей слева от неё. Жених восседает на козлах телеги, одну из лошадей, которые в неё запряжены, придерживает полный мужчина на первом плане, который словно выходит за пределы картины — на зрителя. Серяков считал, что, судя по выражению лица и нелепым жестам, он изображён в состоянии сильного опьянения. На нём надет традиционный кафтан (шабыр), перевязанный через плечо праздничным полотенцем. Искусствовед и краевед Пётр Дульский отметил, что традиционные костюмы, изображённые на картине, не во всём соответствуют историческим. Фешин, по его мнению, изобразил традицию, меняющуюся под влиянием современной художнику моды, идущей в деревню из города. Геннадий Иванов-Орков к таким влияниям моды относил яркие платки и женские передники из цветного ситца.

## История создания картины

### Свадебные обряды черемисов в работах этнографов и искусствоведов
Кандидат искусствоведения Галина Тулузакова писала, что сюжет привлёк художника «красочностью самого действа». Даже принявшие христианство марийцы продолжали следовать языческим брачным обрядам. Обычно к девушке посылали сватов, но в отдельных случаях практиковалось похищение невесты. В конце XIX — начале XX века это случалось, когда браку противились родственники, или, что происходило чаще, с разрешения родителей из-за того, что свадьба стоила дорого, как для жениха, так и для невесты.
После сговора, когда устанавливался размер калыма и приданого невесты, определялся день свадьбы. Брат жениха или отец назначал из числа своих родственников «тысяцкого, меньшова карта, среднего боярина, дружку, свах, человек от десяти до тридцати в поезд и в заключение музыкантов — пузырников и барабанщиков». Всех их поили овсяной салмой, пивом и вином. После этого праздничная процессия отправлялась с музыкой и пением за невестой, по дороге заезжая к родственникам жениха. У каждого из них устраивалось пиршество. Только объехав всех, процессия добиралась до дома невесты. Участники поездки притворялись пьяными и дурачились, изображали, что готовы упасть с лошади, раскачивались на ней, кричали, пели под нестройные звуки музыки.
У дома процессия, не въезжая в ворота, останавливалась на улице. Дружка сообщал отцу невесты о прибытии, после этого процессия въезжала во двор, оставив лошадей, подходила с песнями и плясками к крыльцу. Уже внутри дома совершались новые обряды, затем в доме начинался пир с музыкой и пляской. После него участники свадебной процессии выходили с шумом из дома. Сват брал за руки невесту и передавал её жениху со словами: «Возьми эту девицу в своё семейство». Жених выводил её во двор к своим родственникам и сажал в телегу или сани. Свадебное празднество перемещалось на дом к жениху. К пережиткам обряда похищения невесты Тулузакова относила сохранившийся в некоторых районах Поволжья обычай, в соответствии с которым невеста после свадьбы входила с закрытым лицом в дом родителей жениха.
Исследователь повседневной жизни марийцев Тимофей Семёнов писал в конце XIX века: «Самый угрюмый черемисен на свадьбе делается неузнаваемо весёлым: кривляется на всевозможные манеры, хлопает в такт музыке в ладоши, с увлечением пляшет, поёт, издавая иногда неистовые крики. Вообще под действием спиртных напитков с угрюмого, подавленного суровой природой черемиса как бы снимаются оковы, и он из тихого делается вспыльчивым, буйным».

### Работа художника над полотном
«Черемисская свадьба» (1908), как и другое жанровое полотно Фешина «Капустница» (1909), была создана во время обучения в Императорской академии художеств. Галина Тулузакова считала, что в «Черемисской свадьбе» художник определился с волновавшей его тогда темой — «обычаи, ритуалы, праздники русской и инородческой деревни». В выборе темы сказался жизненный опыт Николая Фешина. С 12 лет он сопровождал отца в поездках по сёлам Казанской губернии с целью исполнения церковных заказов по изготовлению деревянных иконостасов для алтарей. Фешин и его отец часто останавливались у родственников в деревне Кушня. «Примитивная жизнь людей здесь, с их древними языческими божествами и таинственными мистическими жертвами, приносимыми во время обрядов, проходящих в глухих лесах, естественно развили во мне любовь ко всему, что принадлежит природе», — вспоминал позже художник.
Николай Фешин рассказывал, что летом 1908 года «…поехал в черемисскую деревню Липша не для отдыха, а для работы. Собрав здесь необходимый материал, я вернулся в Казань. Я поселился в пустующем доме, принадлежавшем моему дяде, и начал писать мою первую большую композицию „Увоз молодушки“, основанную на свадебных обычаях черемисов. Моё большое полотно помещалось в комнате только по диагонали. Свет от низких окон был так слаб, что больше половины картины было в темноте. Чтобы увидеть результаты своей работы, я был вынужден ложиться прямо на пол под картиной и смотреть вверх». Галина Тулузакова в своей кандидатской диссертации 1998 года по другому описывает эти события. Замысел и сбор материала для картины, с её слов, «проходил в летние каникулы 1907 (!) года в деревнях Кушня и Морки (!) Царевококшайского уезда Казанской губернии». Написал же её художник уже в Казани. Компромиссный вариант выбрал в своей кандидатской диссертации Дмитрий Серяков. Он писал, что «художник летом 1908 года едет в черемисскую деревню Липша Чебоксарского уезда, работает он также в окрестностях сёл Кушни и Морки Царевококшайского уезда». Такую же версию в 1921 году выдвигал советский искусствовед и краевед Пётр Дульский.
Ещё одну версию высказывал искусствовед Геннадий Иванов-Орков. Он писал, что наброски к «Черемисской свадьбе» относятся к 1906—1908 годам и выполнены в городе Чебоксары и его заволжских окрестностях, где художник много раз гостил у своих родственников супругов И. С. и М. Т. Тепловых. Часть этих поездок пришлась на время Первой русской революции, и Иванов-Орков предполагал, что, хотя ничего не известно о волнениях и бунтах местных жителей в это время, сам облик и образ их жизни мог внушать художнику страх, который усугублялся странными обрядами, а иногда и кровавыми жертвоприношениями. Свежей была и память русского населения о судебном процессе по мултанскому делу. При всём этом, с точки зрения исследователя, Фешин не мог воспринимать народы Поволжья как «чужие». Он, по мнению Иванова-Оркова, мог писать этюды летом на заволжских лугах (на летний период указывает загар на лицах персонажей), а также в самом городе Чебоксары, куда на рынок для продажи продуктов приезжали жители окрестных селений.
Художника, по мнению Тулузаковой, привлекла мысль изобразить коллективное действо, в котором толпа является единым целым и проявляется первозданная натура людей, живущих в соответствии с естественными ритмами природы. Фешин даже не рассказывал о конкретном обряде, а «языком живописи [пытался] выразить эмоциональное ощущение этих людей, дикость которых точнее приближает к сущности человеческой натуры». По её мнению, художник работал на интуитивном уровне в большей степени, чем в соответствии с логическим анализом. Попытка обратиться к первоистокам в искусстве начала XX века приводила к интересу к архаическому искусству, а также к фольклору и примитивному искусству. Он проявлялся также в стремлении проникнуть в «наивное» мышление «естественного» человека.

## Наброски, эскизы и этюды к картине
Этюды Николая Фешина к «Черемисской свадьба» (лицевая и оборотные стороны полотна), 1908
Русский советский «крестьянский поэт» и художник, последний председатель Товарищества передвижников и первый председатель Ассоциации художников революционной России Павел Радимов вспоминал, что в первые годы знакомства с Николаем Фешиным тот показывал ему серию эскизов двенадцати своих работ. Среди них была и «Марийская свадьба» (так он называет картину «Черемисская свадьба»). Радимов писал, что позже именно на основе этих эскизов художник создавал свои полотна. Доктор искусствоведения Геннадий Кудрявцев писал о десятках набросков различного типа к картине «Черемисская свадьба». Их особую ценность он видел в том, что они «достоверно передают этнический типаж, богатую этнографическую характеристику». Кудрявцев обращал внимание, что художник практически не обращался в своём творчестве к религиозно-мифологическим сюжетам, но активно использовал фольклорные мотивы — традиционные праздничные обряды и обычаи.
Галина Тулузакова упоминает сохранившиеся до нашего времени и созданные, по её мнению, в 1907 году этюды с натуры «Барабанщик» (1908, холст, масло, 92 x 92 см, до реставрации — 86,5 х 86,5 см, инв. Ж-58, поступил в 1940 от П. А. Радимова), «Пузырист» (это — незаконченное изображение на обороте «Барабанщика»), «Сваха». Все эти этюды находятся в коллекции Чувашского музея изобразительных искусств в Чебоксарах. Серяков к этим этюдам относил ещё и «Портрет чувашского мальчика» (1908, холст, карандаш, масло, 39,8 х 36 см, инв. РЖ-25, слева внизу подпись автора «Н. Фешин», поступил в 1980 году от А. В. Смольянникова. Он также находится в коллекции того же музея). Тулузакова среди этюдов, связанных с работой над «Черемисской свадьбой», называла ещё и «Портрет неизвестной» («Женщина в национальной марийском костюме», «Чувашская женщина»), хранящийся в Козьмодемьянском художественно-историческом музее имени A. B. Григорьева), который она также датировала 1907 годом . Основатель Козьмодемьянского музея Александр Григорьев, утверждал: «кажется, что … (имя не разборчиво) считает [этюд „Чувашская женщина“] „чувашкой“ неверно; это невеста для „Марийской свадьбы“. Она сидит на свадебном возу». Геннадий Иванов-Орков писал, что это — замужняя чувашка в повседневном костюме средненизовой этнографической группы, с соответствующими «женскими» принадлежностями.
В этих работах господствует тёплый колорит с преобладанием охристых и коричневых тонов. Художник наметил цветовые пятна и «пастозно и обобщённо» изобразил форму лиц персонажей. Дмитрий Серяков писал, что эти этюды производят впечатление «самодостаточного портрета».
Марина Яшина отмечала, что в искусствоведческой литературе существуют различные точки зрения на национальную принадлежность моделей Николая Фешина. По мнению специалиста по чувашскому костюму Геннадия Иванова-Оркова, заведующего Отделом декоративно-прикладного искусства Чувашского государственного художественного музея, работа «Чувашская женщина» (1908, холст, масло, 89 x 31,3 см) изображает представительницу именно этой национальности, на ней одет типичный костюм замужней женщины. Иванов-Орков настаивал, что её одежда не может расцениваться как праздничная или обрядовая. Она типично повседневная, на что указывает, в частности отсутствие головного убора хушпу.
Этюд «Сваха» из коллекции Чувашского музея изобразительных искусств (1908, холст, масло, 65 x 78 см, Ж-57, поступил в 1940 от П. А. Радимова как этюд к «Черемисской свадьбе») запечатлел образ женщины, принадлежащей к «средненизовой этнографической группе чувашей, а точнее — её северо-западной подгруппы, проживающей близ Чебоксар». Иванов-Орков писал, что прямоугольное украшение с монетами и раковинами на груди и цветные бусы характерны для девушек, а сваха должна быть замужней женщиной, поэтому принятое название ошибочно. Исследователь писал, что впечатление зрелой женщины, которое производит этот этюд обманчиво, это вполне может быть девушка, а грубость образа объясняется манерой живописи автора и тяжестью повседневной жизни крестьян. В подтверждение своей версии он ссылался на фотографии начала XX века, сделанные этнографом Гурием Комиссаровым. Другую точку зрения высказывал художник Никита Сверчков. Научный сотрудник Чувашского государственного художественного музея Л. Г. Макарова писала осторожно, что костюм «взят обобщённо, поэтому трудно точно сказать, марийский он или чувашский».
Дмитрий Серяков писал о двух эскизах общей композиции картины, которые хранятся в Козьмодемьянском музее изобразительных искусств (первый — 1908, холст, масло, 79 x 102 см, инв. 282, поступил от А. В. Григорьева; второй — 1908, холст, масло, 58 x 100 см, инв. 284, поступил от А. В. Григорьева). Они, как и сама картина, изображают сцену свадьбы с высокой точки зрения. Сюжетно они различны. Один эскиз изображает шествие — телегу с невестой провожает вся деревня. Барабан и волынка, на которых играют два музыканта, изображённые в центре композиции, имели ритуальное значение. Во время свадьбы на волынке исполняли мелодию, под которую молодожёны ели ритуальную пищу. Марина Яшина сделала вывод, что присутствие этих инструментов подчёркивало ритуальное начало композиции. На картине «Черемисская свадьба» барабан был также изображён, но на эскизе художник особо подчеркнул его значение. Жениха и невесты на эскизе нет, предположительно, они уже находятся в тарантасе. Но в самой работе картине «Черемисская свадьба» художник изобразил невесту в центре композиции.
Другой эскиз из Козьмодемьянского музея изображает разгар празднества. Центром композиции здесь являются два музыканта — пузырист и трубач. Труба также имела ритуальное предназначение. На ней играли девушки, оповещающие о предстоящем замужестве. Заместитель директора по науке Национального музея Республики Марий Эл имени Т. Евсеева Н. А. Большова настаивала, что такой трубы на свадьбе в реальной жизни быть не могло. Она действительно есть на эскизе, но уже отсутствует на законченной картине.
Искусствовед и художник Сергей Воронков писал, что в этих двух эскизах человек — неотрывная часть окружающего пространства. Пространство эскизов представляет собой «живую подвижную массу, где фигуры и предметы тесно соприкасаются, смыкаются между собой, их контуры прерываются, дробятся, нарушаются мазками, сливаются, чтобы выдержать единство живописное». Фешин в эскизах не столько соотносит отдельных персонажей в пространстве, сколько намечает расположение пятен цвета. В этом Воронков видел традицию Ильи Репина, у которого Фешин учился в Академии художеств.
Оба эскиза поступили в Козьмодемьянский музей из Казани в 1925 году. В первом эскизе присутствует «растрескивание по всему красочному слою» и «скол 0,8 x 0,6 см в нижней части». Во втором эскизе — вертикальные кракелюры в правом нижнем углу и в центре. Оба они нуждаются в реставрации. Несмотря на плохое состояние красочного слоя, в 1963—1965 годах эти два эскиза демонстрировались в Москве, Ленинграде, Кирове, Киеве, Риге, на Первой Всесоюзной персональной выставке работ Николая Фешина в Казани в 1963 году, на выставке в США.
Серяков писал, что эскизы из Государственного музея изобразительных искусств Республики Татарстан выполнены гуашью в сочетании с акварелью. Они близки к абстрактным композициям, обращает на себя внимание «вихрь мазков и линий, лишь отдалённо напоминающих реальные образы». Художник только набрасывал общую композицию будущей картины, не обременяя себя проработкой деталей. «Каталог произведений Н. И. Фешина до 1923 года» предоставляет сведения только об одном эскизе («Черемисская свадьба», эскиз, 1908 (?), бумага, акварель, белила (вместо них в каталоге выставки Николая Фешина в Казани, проходившей в 2006—2007 годах, названы гуашь, графитный карандаш и чернила), 15,8 х 20 см, 11,5 х 13,8 см, инв. Г-1899, поступил в 1978 году от Н. П. Гречкина, экспонировался на выставке 1991 года в Казани).
Геннадий Иванов-Орков считал, что на эскизах художник изобразил так называемых луговых марийцев. Этот вывод он основывал на свободных костюмах — белых с красными полосами, выступающими животами и низко расположенными поясами. Едва различимые нагрудные украшения он также оценивал как специфически марийские. Иванов-Орков считал три этюда из Козьмодемьянска и Казани первым этапом работы художника над картиной. На этом этапе Фешин «нащупывал» основы будущей композиции и колорита полотна. Ко второму этапу он относил этюды, на которых персонажи изображены в чувашских национальных костюмах. В них он пытался определиться с персонажами будущей картины. Но если на этюдах он изображал чувашские костюмы средненизовой этнографической группы, а на эскизах — луговые марийские, то в окончательном варианте полотна он изобразил третий вариант костюма, характерный как для горных марийцев, так и для верховых чувашей. Этот тип костюма встречался во времена Фешина в двух уездах Казанской губернии: Козьмодемьянском и Чебоксарском, но достоверных свидетельств о посещении художником первого из них нет. Иванов-Орков отмечал, что в то время термин «черемисы» применялся как к марийцам, так и к чувашам.
В 2016 году эскизы и этюды к картине «Черемисская свадьба» из различных музеев Российской Федерации, а в 2020 году из Козьмодемьянского художественно-исторического музея имени А. В. Григорьева были представлены на временной выставке в городе Чебоксары.
- Эскизы к картине «Черемисская свадьба», 1908
- Из Козьмодемьянского музея (с барабанщиком)
- Из Козьмодемьянского музея (с трубачом)
- Из Казани

## Судьба картины

### Из России в США
«Черемисская свадьба» была представлена на Весенней выставке в Императорской академии художеств в 1908 году в Санкт-Петербурге, снискала похвалы и получила Первую премию Общества художников имени А. И. Куинджи в сумме 1000 рублей. Правда, художник признавался, что из этих денег ему «досталось немного», так как Фешин почти все полученные деньги одолжил своим друзьям-студентам, «круг которых постоянно расширялся» по мере успехов молодого художника. Затем полотно экспонировалось на выставке «Современное русское искусство» в Казани в 1909 году.
Картина, находившаяся в то время в собрании самого художника, была представлена на Международной выставке общества художников в Стеклянном дворце в Мюнхене в 1910 году. «Черемисская свадьба» в Мюнхене выставлялась вместе с картиной «Дама в лиловом», которая была удостоена малой золотой медали.
У Николая Фешина полотно «Черемисская свадьба» приобрёл нью-йоркский бизнесмен и коллекционер произведений искусства Джордж Арнольд Хёрн. Он увидел «Черемисскую свадьбу» на Пятнадцатой ежегодной международной выставке, проходившей в апреле — июне 1911 года в Институте Карнеги в Питтсбурге. Картина демонстрировалась там под названием англ. «Bearing of the Bride». Декабрьский выпуск журнала American Art News отмечал по этому поводу: «Приятно знать, что такая удивительно сильная картина попала в коллекцию столь признанного и щедрого мецената, как мистер Хёрн, и что она останется в [нашей] стране».
Хёрн предоставил полотно Фешина на ряд выставок: Шестую ежегодную зимнюю выставку в Национальной академии дизайна в декабре 1911 — январе 1912 года, когда местом проведения экспозиции стала Vanderbilt Gallery, и на выставку в феврале 1912 года в Salmagundi Art Club Gallery в Нью-Йорке. Он скончался в 1913 году, оставив собрание своей вдове Лоре Фрэнсис Хёрн. Несколько лет спустя эта коллекция после её смерти (в 1917 году) была выставлена Американской художественной ассоциацией на аукционе 27 августа 1918 года (лот 262).

### Картина после 1918 года
В 1918 году «Черемисская свадьба» была продана за 1500 долларов Джорджу Б. Уилеру, овдовевшему зятю Хёрна, который приобрёл сразу несколько лотов на этой распродаже. Картина оставалась в коллекции семьи Хёрнов до Великой депрессии, когда она была вновь выставлена на аукцион Американской художественной ассоциацией 5 мая 1932 года (лот 88). Известно, что перед этой продажей Уилер передал картину Кларксону Коулу, другому зятю Хёрна (датировка данного события не сообщается). «Черемисская свадьба» за это время была представлена на ряде крупных выставок, включая выставку русского искусства в Бруклинском музее в 1923 году и в Чикагском институте искусств в 1924 году. В 1932 году картина была приобретена Августом Соннином Кребсом, президентом Krebs Pigment and Chemical Company. Он завещал полотно Хелен Кребс из Санта-Фе в штате Нью-Мексико. Она, в свою очередь, подарила картину Николая Фешина Национальному залу славы ковбоев (ныне — Национальный музей ковбоев и западного наследия) в Оклахома-Сити в 1975 году при посредничестве Музея Хаммера. В течение 1975—2011 годов «Черемисская свадьба» была представлена в постоянной экспозиции музея.
Национальный музей ковбоев в Оклахома-Сити выставил полотно 1 ноября 2011 году на торг «Шедевры русского искусства», проводимый аукционным домом Sotheby’s в Нью-Йорке. Тематика полотна не соответствовала направлению деятельности музея, которая посвящена истории американского Запада. Предполагалось, что средства от продажи трёх картин Николая Фешина («Черемисская свадьба», «Крестьянская девочка» и «Храмовая танцовщица»), которые входили в состав его собрания и были выставлены на аукцион, пойдут на пополнение именно тематической коллекции музея. Президент музея в Оклахома-Сити Чак Шредер утверждал, что такая значительная картина требует размещения в месте, где будет представлена «публике, интересующейся русским искусством, Фешиным, а также соответствующей эпохой». «В России много коллекционеров, которые заинтересованы в репатриации произведений выдающихся исторических художников», — заявил он.
Эстимейт полотна «Черемисская свадьба» был оценён в 3—5 миллиона долларов. Картина стала топ-лотом и рекламировалась как «самое большое полотно художника, когда-либо выставлявшееся на открытые торги». Однако «Черемисская свадьба» была продана частному лицу, пожелавшему остаться неизвестным, лишь за 3 330 500 долларов. Искусствовед Галина Тулузакова, объясняя оказавшуюся неожиданно скромной цену продажи полотна, сообщала казанскому электронному изданию БИЗНЕС Online:

«Черемисская свадьба» — это шедевр, но для частного коллекционера она менее интересна, потому что музейная, просто громадная по размерам. А музеи у нас, к сожалению, некредитоспособны, государство не занимается пополнением музейных собраний. Частные же коллекционеры предпочитают больше камерные вещи. Факт остается фактом: «Черемисская свадьба» ушла по той же цене, что и «Мадмуазель Подбельская», хотя по всем параметрам она более значимая. Она ушла в частную русскую коллекцию— Евгений Сергеев. Christie’s выставляет казанского Фешина на миллион долларов

### Ошибочные представления об истории картины
Дмитрий Серяков утверждал в своей диссертации, что картину на выставке в Питтсбурге приобрёл не Хёрн, а коллекционер произведений американских художников, Поля Гогена, Мориса Вламинка и Бориса Григорьева Уильям С. Стиммел, создавший в своё время самую большую коллекцию работ Фешина за пределами родины художника и приложивший много усилий, чтобы обеспечить отъезд художника из СССР в США. Российский искусствовед опирался в таком утверждении на воспоминания Марии Бурлюк, которая писала, что у Стиммела в коллекции было около 40 живописных полотен Фешина и среди них — «Черемисская свадьба», которую якобы продали с аукциона после смерти Стиммела. Галина Тулузакова писала, что возможность приобретения картины Стиммелом теоретически допустима, но только после 1924 года. Искусствоведы Sotheby’s, детально проследившие историю полотна, не упоминают Стиммела в ряду его владельцев.
Народный чувашский поэт Пётр Хузангай утверждал в одном из своих писем, что Николай Фешин увёз картину «Черемисская свадьба» в США во время своей эмиграции в 1923 году, и добавлял, что художник одновременно вывез свою собранную за бесценок в голодное время Гражданской войны большую коллекцию народных вышивок, которая якобы стала основой изданного им в США альбома национальных орнаментов.
Заведующий отделом Чувашского государственного художественного музея Геннадий Иванов-Орков писал, что долгое время в СССР и постсоветской России существовали достаточно туманные представления об изображении на картине, основанные на получившей наиболее широкое распространение чёрно-белой иллюстрации низкого качества в книге Петра Дульского, изданной в 1921 году. Эти представления ещё больше запутывались встречающимися в научной литературе и средствах массовой информации различными названиями этого полотна. Учитывая, что иногда картина именовалась «Черемисская свадьба» («Марийская свадьба»), а иногда — «Чувашская свадьба», отдельные художники и искусствоведы даже писали о существовании у Николая Фешина двух картин на сюжеты свадеб двух разных народов Поволжья.
Судьба картины «Черемисская свадьба» не всегда известна даже современным искусствоведам, занимающимся творчеством Фешина профессионально. Так, Марина Яшина в 2014 году утверждала, что «она находится в National Cowboy Hall в Оклахома Сити в США» (!).

## Современники о картине

### В Российской империи и РСФСР
Российская художественная критика приняла картину сдержанно. Московский ежемесячный художественный и литературно-критический журнал «Золотое руно» в обзоре выставки Академии художеств упомянул о присуждении картине Фешина Первой премии, но утверждал, что эта работа всё равно не может быть отнесена к лучшим живописным работам экспозиции. Средства массовой информации критиковали художника за решение экспонировать именно эту картину за границей, считая недопустимым демонстрировать в критически настроенной по отношению к России Германии «изображения инородцев» в их повседневной жизни. Художественный критик Евсеев писал:

Просто досадно, что этот художник при всех достоинствах живописца, видимо, с умыслом коверкает рисунок и в утрировке доходит до смешного. На вырисованном им громадном полотне нет ни одной фигуры, напоминающей человеческое подобие. Прямо таки «урод урода погоняет»… почтенные немецкие семейства с понятным испугом взирали и на животного вида мужика, стоящего у телеги, на бабу, выкрашенную киноварью, на мальчишку, у которого вместо головы тыква, лицо старого орангутанга, брюхо чуть ли не достигающее земли. Стыдно становилось за эту карикатуру на русскую жизнь. И так мы не в особом авантаже обретаемся за границей, а тут ещё срамят на интернациональной выставке при всём честном народе— Пётр Дульский. Николай Фешин.
Научно-литературный и критико-библиографический ежемесячный журнал «Весы» высказался о картине, напротив, с одобрением. Пётр Дульский отмечал картину за техническое мастерство живописи и как удачную иллюстрацию повседневной жизни народов Поволжья. Развёрнутую положительную рецензию дала полотну либерально-демократическая газета «Волжско-Камская речь». Она писала: «Картина талантлива и интересна. Верные, сочные, чуть темноватые краски. У художника большая способность к богатой этнографической характеристике, к психологической передаче правды человеческого лица, суриковское умение представить живую народную массу, правдивая жизненная компоновка». Обозреватель отмечал бесспорный реализм фешиновской картины в изображении «скорбной жизни, вековечного рабства, тяжёлого труда, вырождения» инородческой деревни, богатство этнографических подробностей, некоторую долю юмора автора.

### Влияние картины на творчество российских и советских художников
Будущий ученик Николая Фешина Никита Сверчков побывал на выставке 1909 года в Казани, где была представлена картина «Черемисская свадьба». Впоследствии (с конца 1920-х годов до 1963 года), тема национальной свадьбы неоднократно появлялась в творчестве чувашского художника. Искусствовед Георгий Исаев считал, что это связано с сильным воздействием картины Николая Фешина. Сверчков изображал оба обряда чувашской свадьбы — туйпа кайни (сложный ритуал с участием высоких должностных лиц и большого числа гостей) и тухса кайна (похищение невесты). По мнению Исаева, Сверчков не только использовал сюжет полотна своего учителя, но и следовал художественным принципам учителя в его трактовке: изображение достоверных исторических мизансцен, показ среза различных слоёв чувашского населения, использование гротеска в образах основных персонажей. Ещё один ученик Фешина Моисей Спиридонов также побывал на выставке 1909 года и видел картину «Черемисская свадьба». Он создал в разное время несколько работ на тему свадьбы. Спиридонова привлекал в первую очередь образ невесты. Он пытался передать её широкий «спектр чувств и глубину душевных переживаний», моральные ценности, отражающие роль женщины в семейной жизни чувашей. В картине 1960 года «Невеста» Георгий Исаев видел влияние «Черемисской свадьбы» в композиции, колорите, технике исполнения, психологии образа.
Другим художником, испытавшим значительное влияние полотна Фешина, был Алексей Кокель, выполнивший уже в 1908 году два графических эскиза на тему чувашского обряда увоза невесты. Исаев предполагал, что Кокель хотел положить эту тему в основу своей будущей дипломной работы. Он так и не осуществил свой замысел, увлёкшись позже темой социальной критики. Ещё два эскиза художник создал в это же время на тему православного обряда венчания. Исаев отмечал, что ещё один чувашский художник Иван Дмитриев был близок Фешину своим «экстравертным мировосприятием» и «музыкальным мироощущением». Тема свадьбы стала центральной в его жанровых работах, однако исследователь не настаивал на прямом влиянии на творчество Дмитриева картины «Черемисская свадьба», хотя и отмечал, например, использование им в картинах на тему национальной свадьбы комбинации трёх любимых цветов Фешина: красного, жёлтого, синего.
Будущий профессор Московского художественного института имени В. И. Сурикова, а тогда начинающий художник Александр Соловьёв писал, что юношей увидел «Черемисскую свадьбу» вместе с несколькими портретами и рисунками Фешина в казанской мастерской живописца. После этого Соловьёв пересмотрел своё отношение к цвету, он утверждал, что эти работы художника поставили перед ним «новые задачи».
Народный художник СССР, лауреат Ленинской премии Сергей Конёнков создал портрет Николая Фешина в 1934 году в Нью-Йорке. Он вспоминал в книге «Земля и люди», опубликованной в СССР в 1968 году, о «сильном и неожиданном» впечатлении от первого знакомства с полотнами художника на рубеже 1900-х и 1910-х годов, о шумном успехе его картин в России и за границей в это время. Он писал, что картина «„Свадьба черемисов“ поражала воображение любителей живописи», называл сцену, изображённую Фешиным, «красочным зрелищем». Скульптор писал о «поэтическом существе» обряда, запечатлённого на полотне. Особо он выделял «хрупкую тонкость весеннего дня», «яркие краски женских нарядов при общей сумрачной гамме полотна», удачное изображение художником «мимолётной радости в жизни крестьян».

### Оценка картины за рубежом
Чрезвычайно высоко оценили картину художественные критики зарубежья. Дульский писал, что Фешину удалось заинтересовать их своей необычной живописной техникой и необычным для российских выставок за границей этнографическим сюжетом, а особенно его «оргиастическими настроениями» и изображением «варварства первобытной культуры». Мюнхенский художественный журнал «Die Kunst» поместил изображение «Черемисской свадьбы» в отчёте о выставке. Немецкий художественный критик отмечал:

Кусочек подлинной, глубокой России представляет собой это серое пустынное село, эта сцена, погружённая в грязь и винные пары! Неприглядная правда! Но правда, которая и не имеет притязания на приветливость, а хочет быть горькой, неприкрытой истиной. Яркие кричащие краски некоторых одежд и над избушками лёгкое дыхание весны, чуть появляющейся на общем фоне, ещё более подчеркивает убогую пустыню остального, а своеобразно сухое и жёсткое письмо прекрасно подходит к характеру всей картины— Пётр Дульский. Николай Фешин
На выставке в Питтсбурге полотно произвело «ошеломляющее впечатление». Художественный критик газеты The Baltimore Sun сравнивал картину Фешина с висевшей рядом в экспозиции картиной французского художника Гастона Ла Туша «Парижская лавка» (англ. «Paris shop», в каталоге выставки — 146А). Он писал, что оба живописца использовали одни и те же краски, но в «Черемисской свадьбе» больше света, он не поражает и не оскорбляет глаза, «краски чудесно и гармонично расположены», картина Фешина «во всей своей прелестной простоте и цельности являет всё новые привлекательные черты, тогда как другая однообразна по впечатлению».

## В советском и американском искусствоведении 1960-х — 1980-х годов
Советским искусствоведам полотно «Черемисская свадьба» было известно слабо. Даже в фундаментальном «Каталоге произведений Н. И. Фешина до 1923 года», который вышел в 1992 году, к картине «Черемисская свадьба» не были приведены её размеры, а сама она оказалась в «Списке произведений, местонахождение которых неизвестно». Были названы лишь три выставки, на которых она была представлена до 1912 года. Про саму картину было сказано туманно: «Находится в США».
Советский искусствовед Иосиф Бродский в монографии «Репин — педагог» (1960) писал, что Фешин резко негативно относился к изображению народной жизни на картинах Филиппа Малявина, но сам был «чрезмерен и излишне свободен в „живописном“ выражении народных сцен». Бродский считал «Капустницу» и «Черемисскую свадьбу» шаржем и карикатурой на деревенскую жизнь, утверждал, что они лишены правды, хотя и находил эти полотна своеобразными по живописной манере и мастихинной технике. В биографическом очерке к каталогу работ Фешина, представленных на выставке в Москве в 1964 году, в картине «Черемисская свадьба» (на выставке она не была представлена, но экспонировались этюды и эскизы к ней из собрания Горно-Марийского краеведческого музея, как назывался тогда Козьмодемьянский музей) отмечались композиционная зрелость, «острота» характеристик образов и блестящая техника.
В своём очерке творчества художника, изданном в 1975 году, искусствовед Софья Капланова писала, что не видела картину в оригинале и представление о мастерстве и «жизненности» этой работы Фешина сформировалось у неё под впечатлением доступных для изучения этюдов, хранящихся в Козьмодемьянске.
Доктор искусствоведения Светлана Червонная в книге об истории искусства Татарстана, вышедшей в 1978 году, писала что художник создал картину, в которой «восхищается природой родного края с её мягкими, словно приглушёнными, серебристыми красками и своеобразием колоритных типов марийских крестьян сочетается с обличительной, драматической силой показа (порою почти граничащего с гротеском)… дикого, грубого в деревенском быту». В другой своей монографии, вышедшей в 1987 году, она писала, что в бытовой и обрядовой стороне повседневной жизни крестьян художник сумел раскрыть «и красоту, и силу людей труда, и угнетающее „одичание“ жизни в глуши». По её мнению, Фешин создал полотно, свидетельствующее о материальной и культурной бедности жителей края. Червонная процитировала художественного критика начала XX века, который писал о «варварской, брутальной силе» «Черемисской свадьбы».
В 1975 году в США была издана монография о творчестве Николая Фешина, автором которой выступила живописец, гравёр, дизайнер и писатель Мэри Н. Бэлком. Галина Тулузакова охарактеризовала её как «наиболее фундаментальную работу о художнике в Америке». Анализируя «Черемисскую свадьбу», Бэлком писала о «…декоративности, стилизованности», извилистых линиях — признаках «русского импрессионизма», который, по её мнению, стал после революции 1905 года главной магистралью развития изобразительного искусства в Российской империи.

## Современные искусствоведы о картине
Бегло упоминается картина «Черемисская свадьба» в статье заслуженного работника культуры Республики Татарстан Анатолия Новицкого «Возвращение Вареньки», вышедшей в 1994 году. Он считал, что Фешина «нельзя считать художником широких социальных обобщений». По его мнению, «Черемисская свадьба» и «Обливание» — не передвижнические картины, они написаны с позиций «живописного этнографизма». Новицкий отмечал «звероподобные лица мужиков» и «тупость женских физиономий», «до безобразия расплывшиеся фигуры». Эти же мысли дословно высказывал лидер казанского художественного авангарда 1920-х годов Константин Чеботарёв в беседе с Новицким, которая была опубликована в 2019 году под названием «Размышления о Николае Фешине (по материалам беседы А. И. Новицкого с К. К. Чеботарёвым в 1971 году)».
Кандидат искусствоведения Аида Алмазова в монографии о развитии изобразительного искусства Татарстана в контексте социальных процессов и духовных традиций отмечала в картине «Черемисская свадьба» «особый размах, темперамент, умение организовать и выявить характеры, яркий броский колорит и первозданность образов». С её точки зрения именно этой картиной Николаю Фешину удалось впервые приковать к себе внимание зрителей и художественной критики.
Главный хранитель Чувашского государственного художественного музея Георгий Исаев считал, что, подчеркнув гротескность и «индивидуально-физиогномические» черты персонажей, Фешин не позволил полотну «опуститься до фольклорности». Свою роль в этом сыграла и изысканная комбинация красного, синего и жёлтого цветов, характерная для индивидуального почерка художника. В свадебном ритуале Николая Фешина, по мнению Исаева, привлекало в первую очередь театрально-музыкальное действо, поэтому он наделил своё полотно «звучанием». Искусствовед считал, что подобную задачу пытался решить и современник Фешина Александр Савинов в дипломной картине «Купание лошадей на Волге» (холст, масло, 250 х 600 см, Государственный Русский музей), также созданной в 1908 году. Исследователь считал, что Фешину в картине удалось не только показать «реальное бытие» (пространственно-временные его характеристики), но и «сущностные ориентиры» (духовные ценности, мировоззрение), а востребованность картины современниками объяснял тем, что она отражает дух времени между двумя революциями и общую тенденцию формирования «пластического „авангарда“» в российском изобразительном искусстве.

### Галина Тулузакова о картине
Галина Тулузакова отмечала, что по трём сохранившихся — акварельном (1908, ГМИИ РТ) и двум живописным эскизам (1908, оба — Козьмодемьянский художественно-исторический музей имени А. В. Григорьева), можно сделать вывод, что в начале работы Фешин «не выбирал конкретный эпизод, а представлял ритуальное шествие, носящее почти мистический характер». Однако, в окончательном варианте он всё-таки выбрал конкретный и узнаваемый эпизод свадебного действа — невесту с иконой, в платке, который закрывает её лицо, подводят к повозке. Жених сидит на козлах и будет править лошадьми на пути к своему дому. Кандидат искусствоведения Елена Петинова отмечала «несомненное», с её точки зрения, влияние на композицию картины «Черемисская свадьба» полотна Ильи Репина «Крестный ход в Курской губернии».
Эта сцена, по мнению Тулузаковой, растворяется в динамичной массе участвующих в свадебном празднике людей. Персонажи являются равными участниками происходящего, из-за этого композиция децентрализована. Взгляд зрителя привлекают удалённые фигуры музыкантов, ставшие по воле Фешина «оптическим центром» картины. Структурой композиции «Черемисской свадьбы» Тулузакова считала замкнутую восьмёрку, в которую включены фигуры на первом и втором планах.
Участники церемонии и зеваки уже готовы к движению, которое зародилось и нарастает из глубины полотна. Фешин ввёл в него мотив шествия. Точка зрения, которую использовал художник, оказалась на уровне женской фигуры в жёлтом платке, которая садится в повозку. Она изображена над толпой, и её голова находится на фоне ровной светлой полосы неба. Это выше, чем точка зрения других героев. Жёлтый платок в соседстве с тёмной одеждой других персонажей также выделяет фигуру женщины. По утверждению Тулузаковой, плечи женщины являются вершиной «треугольника (или пирамиды), в который можно мысленно вписать всю сцену». Искусствовед называла её «точкой схода всей картины» и соотносила такой приём с полотном Ильи Репина «Не ждали», где эту роль играла дверная ручка. У Репина «линии схода» ясно видны, а в «Черемисской свадьбе» она является «точкой схода внимания зрителя [а не конкретных линий]». Тулузакова делала вывод, что Николай Фешин «свободно интерпретирует академические законы построения композиции, отказываясь от строгой логичности, сбивая математическую сухость расчёта». Фешин демонстрирует «точное знание анатомии и законов академического рисунка», но дополняет его «острой выразительностью графической линии модерна, стремящейся к плоскостной „узорной“ трактовке», соединяет характерную для модерна силуэтность с «полной пластикой».
В картине соблюдаются принципы реалистической живописи — изображение жизненной ситуации в формах самой жизни (принцип этот формулируется часто словами «картина — окно в мир»), но «подчёркивается материальность холста, заполненного упорядоченным набором пятен и ритмов, ценного самого по себе». Эта двойственность, с точки зрения российского искусствоведа, предопределена способом изображения пространства. В картине соблюдено деление на три плана и присутствует трёхмерность, но иллюзии глубины не возникает. Архитектурные элементы, изображённые на полотне, не позволяют обозначить перспективу, как это обычно происходит в живописи. Тулузакова отмечала, что отдельные детали композиции уводят зрителя в глубину пространства полотна. Такую роль, по её мнению, например, играют прясла, изображённые Фешиным на переднем плане. Если их продолжить, то они должны были бы иметь точки схода на линии горизонта, но художник вывел их за пределы изображения.
Пейзаж на дальнем плане Тулузакова оценивала как задник театральной сцены. При этом, объёмные фигуры персонажей проецируются на плоскость. Дальние фигуры изображены выше, а ближние — ниже. Этот приём создаёт впечатление декоративного узора («ковровости», по словам Тулузаковой). Художник отказался в этой картине от воздушной перспективы. Благодаря этому цвет не меняет своей интенсивности, а контуры фигур и деталей пейзажа не размываются. Глубина передаётся также «заслонением ближних фигур дальними». Можно различить около пятидесяти персонажей, большинство которых находятся на дальнем плане, что создаёт ощущения «тесноты, монолитности, единства действия». На лицах людей настроение пьяного веселья. Художник заострил характерные особенности персонажей до гротеска. Галина Тулузакова писала, что на полотне изображённые персонажи не только «вызывают улыбку, но и пугают».
Тулузакова отмечала индивидуальность каждого персонажа картины «Черемисская свадьба», наличие мотивации и естественность действий персонажей, единство живописного целого полотна. Фешин намеренно выделял отдельных персонажей из толпы, но делал акцент не на лицах или руках, а на цветовых пятнах. Именно эти персонажи создают «сюжетные композиционные блоки». Это: невеста в белых одеждах и стоящая рядом смеющаяся сваха в цветной юбке, черемиска в белом платье с ребёнком у края полотна, девочка в белом, оборачивающаяся назад, мужик с белым полотенцем через плечо, ведущий лошадь. Так как диагональ полотенца нарушает «вертикальный ритм светлых пятен» второго плана, то его фигура привлекает взгляд зрителя. Он начинает движение, которое выведет действие сцены за пределы картины. Фешин даже срезал рамой кисть его руки и тем самым подчеркнул данное движение.
Динамика полотна «складывается из изображения внешнего движения толпы вперёд, передачи разнообразных эмоциональных состояний действующих персонажей, выражающихся в позах, жестах, смеющихся лицах», упорядоченного ритма цветовых и тональных пятен, композиционных элементов, энергии мазка кисти. Фешин создал эффект вибрации живописной массы, что производит впечатление движения. Контрасты возникают на разных уровнях. «Бесшабашный» праздник противопоставлен «тоскливому» пейзажу, демонстрирующему общую убогость жизни героев картины. Уродливые первобытные лица противопоставлены изощрённой технике живописи. Идущее по нарастающей движение толпы на втором плане — статичности фигур, расположенных ближе к зрителю. Глубина противостоит плоскостности, светлое — тёмному, «хроматическое» — «ахроматическому».
В эскизе-акварели из коллекции Музея изящных искусств в Казани преобладает серо-белая цветовая гамма с вкраплением красного цвета. Затем, в работе над картиной Фешин перешёл к ярким, контрастным сочетаниям открытого цвета. В самой же картине он смягчил колорит, который стал более сдержанным «и несколько темноватым», близким к серому, создавая ощущение пасмурного осеннего дня. Общий тон создаётся многочисленными градациями серого цвета (от белой краски до чёрной). Каждый тон «разрабатывается в тёплую и холодную сторону». Активные цвета встречаются на полотне редко и ощущаются зрителем, как цветовые аккорды. В большинстве фрагментов композиции использованы три цвета: жёлтый, синий, красный. Тулузакова сравнивала их с драгоценными камнями, оправленными старинным потемневшим серебром.

### Полотно в диссертации Дмитрия Серякова
Кандидат искусствоведения Дмитрий Серяков считал «Черемисскую свадьбу» характерной для так называемой этнографической темы в творчестве художника, которая нашла отражение позже в таких его жанровых полотнах, как «Обливание» и «Капустница». Эти три картины художника исследователь называл «обрядовыми». По мнению Серякова, художник стремился в них не столько продемонстрировать сцены народного быта, сколько показать уклад жизни, запечатлённый в конкретных обрядах.
Дмитрий Серяков писал, что «Черемисскую свадьбу» с другими жанровыми работами Фешина сближают:
- Желание показать языческую дикость, роднящую человека с природной стихией и его этническими корнями. Ни один отдельный персонаж не является главным на этих полотнах, все они — отдельные, самостоятельные, но лишь элементы общего «действа»[103].
- В сюжете отсутствует социальная направленность и социальная критика. Искусствовед характеризовал драматургию полотна как музыкальную, а не литературную. Картина, по его мнению, не рассказывает, а лишь показывает. Техника живописи и мастерство колорита художника здесь не менее важны, чем сюжет и композиция[103].

### Сергей Воронков о картине
Художник и искусствовед Сергей Воронков отмечал, что в окончательном варианте Фешин в сравнении с этюдами к ней убрал несколько фигур, картина стала более статична, художник приблизил её к зрителю. Картина более декоративна, рисуночна, суховата, в ней меньше свободы. Он даже отнёс «Черемисскую свадьбу» к картинам-панно. Искусствовед считал, что «темперамент и манера письма» художника «недостаточно хорошо проявились». В трактовке пейзажа Воронков соотносил картину с полотнами современников Фешина — Степана Колесникова и Исаака Бродского. Оба они учились вместе с Фешиным у Репина. Воронков считал, что картина Бродского «Боярская эпоха» (1906, 104 × 206 см, холст, масло, Днепропетровский художественный музей, Днепр), написанная двумя годами раньше «Черемисской свадьбы», по композиции схожа с фешинской.
Воронков писал о шоковом впечатлении современников от картин Фешина, и в частности от «Черемисской свадьбы», о применении художником гротеска в создании собирательных образов персонажей в своих картинах. При этом, в его картинах нет иронии или безысходности. Воронков видел у Фешина «творческий восторг к народным обычаям и традициям, граничащим с языческими ритуалами». По мнению исследователя, был прав Сергей Конёнков, утверждая, что художник не только демонстрировал мрак и невежество, но и хотел показать в «Черемисской свадьбе» «поэтическое существо народного обряда». Сергей Воронков отмечал продуманность композиции картины, образуемой линейными и цветовыми ритмами, предполагал, что для самого художника центром её мог быть мальчик-рахитик в центре полотна на переднем плане, хотя признавал, что судить об этом сложно, так как оригинал картины ему не был доступен.